# Marcel Grégoire
 (janvier 2018).
Si vous disposez d'ouvrages ou d'articles de référence ou si vous connaissez des sites web de qualité traitant du thème abordé ici, merci de compléter l'article en donnant les références utiles à sa vérifiabilité et en les liant à la section « Notes et références ».
Marcel Grégoire (Heusy, 14 mars 1907 - Uccle, 11 juin 1996) est un homme politique belge, membre de l'Union démocratique belge.
Grégoire était docteur en droit et fut ministre de la Justice extraparlementaire de 1945 à 1946 (gouvernement Van Acker II).